# Irak sous l'Empire ottoman
1534–1920
Entités précédentes :
- Séfévides
- Mamelouks

Entités suivantes :
- Mandat britannique de Mésopotamie
- Royaume du Kurdistan

L’Irak ottoman désigne la période durant laquelle le territoire de l'actuel Irak est sous domination de l'Empire ottoman, soit entre 1534 et 1920.
Le pays était divisé en 3 vilayets : Mossoul, Bagdad et Bassorah. Chaque vilayet était sous la juridiction d'un gouverneur (wāli), assisté par des Conseils. L’Irak reste sous domination turque jusqu’à ce que les troupes britanniques imposent un mandat sur l’Irak et chassent les Ottomans d’Arabie avec leur alliés arabes. 

## Histoire
Au cours de la fin du XIVe siècle et au début du XVIe siècle, la tribu Kara Koyunlu règne sur la région actuellement connue comme étant l'Irak. En 1466, la tribu Ak Koyunlu défait la tribu Kara Koyunlu et prend le contrôle du pays. Au XVIe siècle la plus grande partie du territoire de l'Irak moderne est envahie par l'Empire ottoman. Pendant l'essentiel de la domination ottomane (1533-1918), le territoire de l'Irak moderne est une zone tampon entre les empires rivaux régionaux, la Perse et l'Empire ottoman, et les alliances tribales. La dynastie séfévide de Perse affirme brièvement son hégémonie sur l'Irak de 1508 à 1533 puis de 1622 à 1638.
Au XVIIe siècle, les conflits fréquents avec les Séfévides sapent l'Empire ottoman et affaiblissent son contrôle sur ses provinces. La population nomade s'agrandit avec l'arrivée des bédouins de Nejd dans la péninsule Arabique.
Pendant les années 1747 à 1831, l'Irak est gouverné par des officiers mamelouks d'origine géorgienne qui parviennent à obtenir l'autonomie vis-à-vis de la Grande Porte. Des révoltes tribales s'ensuivent et sont réprimées par les mamelouks. Le pouvoir des janissaires est limité lorsque l'ordre est rétabli et un programme de modernisation économique et militaire est mis en place. En 1831, les Ottomans parviennent à renverser le régime mamelouk et imposent leur souveraineté sur l'Irak. La population irakienne diminue d'au moins 5 millions d'habitants au début du XXe siècle.
En 1869, la nomination de Midhat Pacha, grand administrateur et réformateur ottoman comme gouverneur de Bagdad, annonce le retour au centralisme dans une province qui connaît une résurgence de la corruption et du tribalisme. Le gouverneur de Bagdad travaille à réorganiser l’administration, à instaurer un enseignement laïque et à sédentariser les tribus nomades en leur reconnaissant l’usufruit de la terre (1869-1872). Il fonde un journal, crée un hôpital et des écoles, établit la sécurité sur les principales pistes et organise un service postal.
Midhat Pacha place l’Irak sous administration ottomane directe. Cette décision concerne aussi les villes saintes du sud irakien. Il impose un gouverneur turc à Mossoul, auquel il confie le Kurdistan, chassant les derniers Jalili (en). Enfin les Yazidis, dynastes autonomes de Sinjar, relèvent désormais eux aussi de son autorité.
En 1871, l’émirat du Koweït est rattaché à l’administration ottomane de Bassora. La Mésopotamie est divisée en trois vilayets (Mossoul, Bagdad, Bassora). Le contrôle ottoman sur les côtes du Golfe ne s’étend pas au-delà de Bahreïn, soumis depuis 1867.
Rauf Pacha (1872-1873), Radif Pacha (1873-1875), Abdurrahman Nureddin (1875-1877) succèdent à Midhat Pacha au gouvernorat de Bagdad. La Porte n’entend pas relâcher son contrôle sur la Mésopotamie. Le sultan désire le statu quo en ce qui concerne les frontières communes avec la Perse et craint l’influence croissante des Britanniques.
La domination ottomane sur l'Irak dure jusqu'à la Première Guerre mondiale, lorsque les Ottomans combattent aux côtés de l'Allemagne et des puissances centrales. En 1916, les Britanniques et les Français établissent un plan pour la division d'après-guerre de l'Asie occidentale en vertu des accords Sykes-Picot.
Après la guerre, la Société des Nations accorde un mandat français sur la Syrie et le Liban. Les Britanniques obtiennent un mandat sur la Mésopotamie (Irak) et la Palestine, laquelle fut plus tard divisée en deux régions autonomes : la Palestine et la Transjordanie. Le 11 novembre 1920, l'Irak est sous le mandat britannique délivré par la Société des Nations et le pays est officiellement renommé « État d'Irak ».